# Nastasów (gmina)
Nastasów – dawna gmina wiejska w powiecie tarnopolskim województwa tarnopolskiego II Rzeczypospolitej. Siedzibą gminy był Nastasów.

## Historia
Gminę utworzono 1 sierpnia 1934 r. w ramach reformy na podstawie ustawy scaleniowej z dotychczasowych gmin wiejskich: Józefówka, Marjanka, Nastasów i Wesołówka.
W marcu 1938 przyznano marszałkowi Edwardowi Śmigłemu-Rydzowi honorowe obywatelstwo gminy.
Po II wojnie światowej obszar gminy znalazł się w ZSRR.